# Terry Hollands

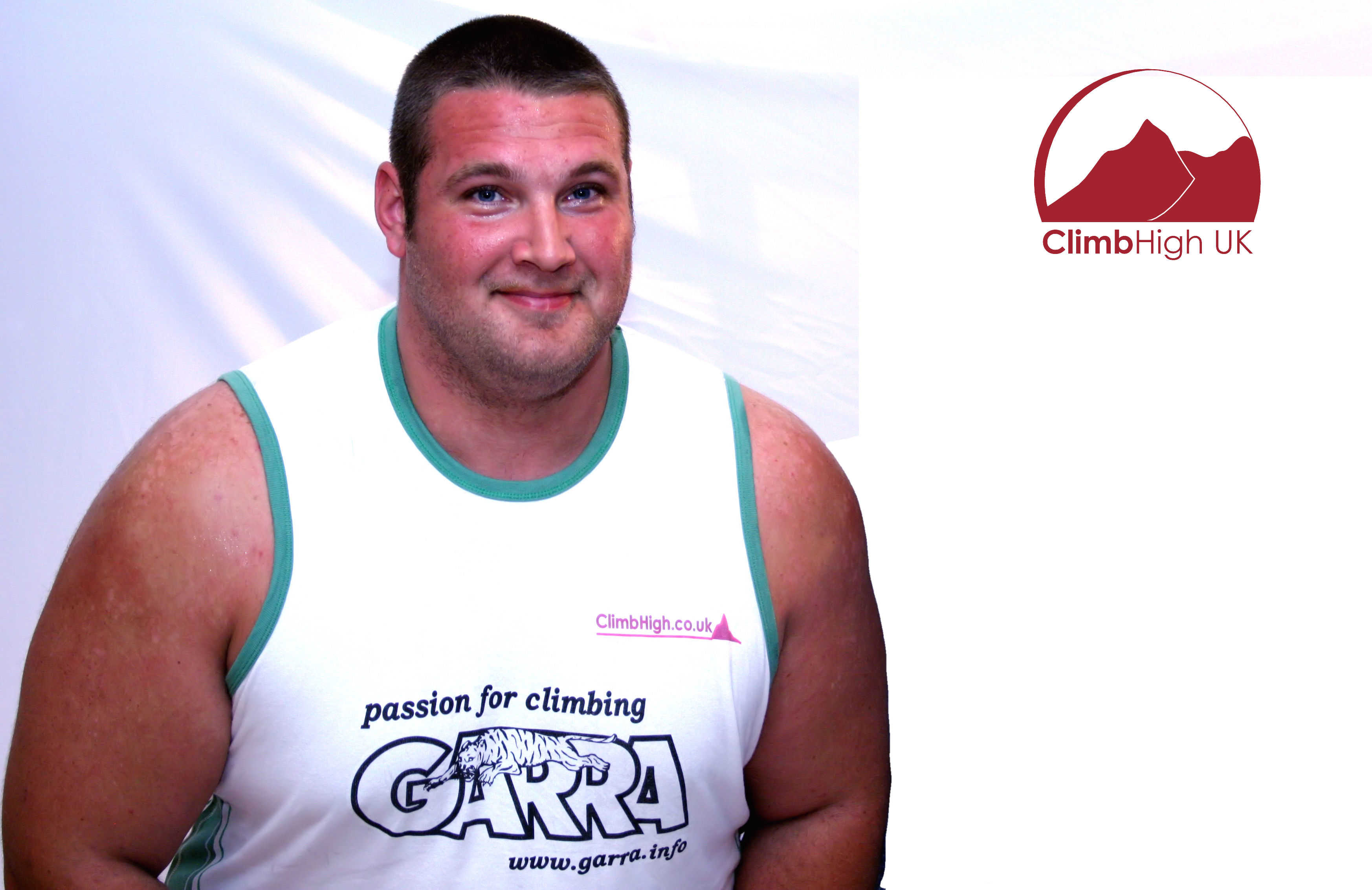
Terry Hollands.

Terry Hollands (nacido el 6 de junio de 1979) es un strongman 
| altura = 1,94 m (6′ 4″)
| peso = 174 kg (383 lb)
inglés, uno de los principales competidores de El hombre más fuerte del mundo.

## Biografía

### Inicios
Terry Hollands nació en Inglaterra en 1979 con un peso de 5,44 kg 1 Archivado el 23 de diciembre de 2007 en Wayback Machine.. Si bien ya era muy fuerte de naturaleza, Terry comenzó a levantar pesas a la tardía edad de 22 años en 2001. En años anteriores Terry había entrenado judo, y a los 18 años comenzó a jugar rugby, por lo que decidió comenzar un entrenamiento de fuerza para mejorar su rendimiento. Luego de un tiempo Terry comenzó a interesarse por el atletismo de fuerza, y compitió por primera vez en strongman en 2004 a los 25 años.

### En el hombre más fuerte del mundo
En 2005 Terry Hollands ganó la competición de El hombre más fuerte de Gran Bretaña, y a partir de allí, Hollands fue invitado a competir en el hombre más fuerte del mundo del circuito de la Federación Mundial de la Copa de Atletismo de Fuerza (WSMCF). La competición fue llevada al cabo en China, aunque Terry no logró clasificar entre los 10 primeros. La competición de ese año estaba encabezada por Mariusz Pudzianowski y Jesse Marunde.
Durante el año 2006 Hollands comenzó a adquirir experiencia, y ese año logró el séptimo puesto en el hombre más fuerte del mundo que se volvió a realizar en China y fue ganado por Phil Pfister. A partir de 2007 Terry Hollands comenzó a progresar de manera impresionante, superando en algunos eventos (como el voleó de la rueda) al mismo Pudzianowski. En el hombre más fuerte del mundo de 2007 celebrado en Anaheim, EE. UU. Hollands logró el tercer puesto, nada mal para alguien que comenzó a entrenar a los 22 años.
Terry vive en Inglaterra con su novia Carley.

## Perfil
- Altura - 198 cm(6'6")
- Peso - 170.0 kg(374 lb)
- Pecho - 152 cm
- Cintura - 115 cm
- Bíceps - 64 cm
- Número de calzado - 54

## Records en ejercicios básicos
- Peso muerto: 410 kg
- Sentadilla 300 kg
- Press de banca: 255 kg